# Alfredo Alcaín
Alfredo Alcaín (Madrid, 1936) es un pintor español.
Sus estudios artísticos arrancan en la Escuela de Bellas Artes de San Fernando de Madrid en el periodo de 1953 a 1958, continuando con estudios de Grabado y Litografía en la Escuela Nacional de Artes Gráficas y de Decoración Cinematográfica en la Escuela Nacional de Cinematografía de Madrid entre 1961 y 1964.
El estilo de su obra se enmarca dentro de un lenguaje muy próximo al Pop Art, que sigue a lo largo de toda su trayectoria. Pero el modelo americano es transformado por Alcaín al buscar infundirle a sus creaciones un carácter marcadamente casticista y popular.
Utiliza una gran diversidad de soportes y técnicas que van desde el cartel, collage e incluso el bordado.  
Su obra está presente en colecciones y museos como Museo del Ferrocarril de Madrid, Círculo de Bellas Artes de Madrid, Centro Andaluz de Arte Contemporáneo de Sevilla, Museo del Grabado de Buenos Aires, Museo Internacional Salvador Allende de Santiago de Chile, El Museo Centro Arte Faro de Cabo Mayor, Santander, Museo de Historia de Madrid, Biblioteca Nacional de España en Madrid, Museo de Bellas Artes de Bilbao o Museo Nacional Centro de Arte Reina Sofía y el Museo Zapadores ciudad del Arte de Madrid.
En 2003 se le concede el Premio Nacional de Artes Plásticas.